# Konference velvyslanců
Konference velvyslanců, plným názvem Konference velvyslanců čelných spojeneckých a přidružených mocností (anglicky Conference of Ambassadors of the Principal Allied and Associated Powers, francouzsky Conférence des Ambassadeurs des principales puissances alliées et associées) byl mezispojenecký orgán Dohody po skončení první světové války. Byl vytvořen v Paříži pro účely konference ve Spa. Později byl de facto včleněn do Společnosti národů jako jeden z jejich řídících orgánů. Konferenci velvyslanců tvořili zástupci Spojených států, Britské říše, Francie, Itálie a Japonska. Konference velvyslanců rozhodovala různé územní spory, zejména Polska (včetně československo-polského sporu o Těšínsko a polsko-litevského sporu o Vilensko a oblast Suvalek). Konference velvyslanců ukončila svou činnost v roce 1931.